# Alfred Hind
Pour les articles homonymes, voir Hind.

b Matchs officiels uniquement.
Alfred Ernest Hind, né le 7 avril 1878 à Preston et décédé le 21 mars 1947 à Oadby, est un ancien joueur anglais de cricket et de rugby à XV qui a joué dans les clubs de Cambridge University Cricket Club et de Cambridge University RUFC. Il a été international anglais et il a intégré l'équipe des Lions britanniques lors de la tournée en Australie de 1904.

## Biographie
Alfred Hind a disputé trente-sept rencontres de first-class cricket, principalement pour le Cambridge University Cricket Club entre 1898 et 1901. Il a disputé également une rencontre de County Championship en 1901 avec le Nottinghamshire County Cricket Club.
Alfred Hind a été sélectionné pour la première fois avec l'équipe d'Angleterre de rugby à XV en 1905 pour une rencontre contre la Nouvelle-Zélande. Il joue ensuite le Tournoi britannique 1906 lors de la rencontre contre les Gallois.
Il a été auparavant sélectionné pour la tournée en Australie et en Nouvelle-Zélande de 1904 des Lions britanniques, équipe conduite par l'Écossais David Bedell-Sivright. 

## Statistiques en équipe nationale
- 2 sélections de 1905 à 1906
- Tournoi britannique disputé: 1906
- Nouvelle-Zélande 1905, Galles 1906.